# Skogn
Skogn est un village de la municipalité de Levanger dans le comté de Trøndelag, en Norvège.

## Géographie
Le village est situé sur la rive est du Trondheimsfjord, à environ 8 kilomètres au sud-ouest de la ville de Levanger. La route européenne 6 traverse le village, juste après la zone industrielle de Fiborgtangen (en) située le long du rivage. La ligne ferroviaire Nordlandsbanen à une gare dans le village. 
Le village a une population (2022) de 1 960 habitants et une densité de population de 1 751 habitants par kilomètre carré.

## Histoire
Il était le centre administratif de l'ancienne commune de Skogn de 1838 jusqu'à la dissolution de la commune en 1962.